# John Davidson Clark
John Davidson Clark (* 26. September 1884 in Fort Collins, Colorado; † 6. November 1961 in Cheyenne, Wyoming) war ein US-amerikanischer Wirtschaftswissenschaftler und Politiker der Demokratischen Partei, der unter anderem 1943 Präsident der American Finance Association sowie zwischen 1956 und 1953 Mitglied des Council of Economic Advisers war.

## Leben
Clark begann nach dem Schulbesuch zunächst ein grundständiges Studium an der University of Nebraska, das er 1905 mit einem Bachelor of Arts (B.A.) abschloss. Ein postgraduales Studium der Rechtswissenschaften an der juristischen Fakultät (Law School) der Columbia University beendete er 1907 mit einem Bachelor of Laws (LL.B.) und nahm anschließend eine Tätigkeit als Rechtsanwalt in Cheyenne auf. 1919 wurde er Vorstandsmitglied der American National Bank of Cheyenne und gehörte diesem bis 1946 an. Daneben war er von 1923 bis 1926 Vorstandsmitglied der Standard Oil Company of Indiana. 1931 erwarb er einen Doctor of Philosophy (Ph.D.) mit einer Dissertation mit dem Titel The federal trust policy an der Johns Hopkins University. Darüber hinaus erwarb er 1938 einen Doktor der Rechte (LL.D.) an der Law School der University of Nebraska.
Clark, der Mitglied der Demokratischen Partei war, wurde 1941 als Mitglied in das Repräsentantenhaus von Wyoming gewählt. 1943 wurde er für ein Jahr Präsident der American Finance Association. 1946 wurde er zum Mitglied des Council of Economic Advisers berufen, ein Beratungsorgan des Präsidenten der Vereinigten Staaten. Diesem gehörte er bis 1953 an. 

## Veröffentlichung
- The federal trust policy, Dissertation, Johns Hopkins University, 1931